# Periclimenaeus uropodialis
Periclimenaeus uropodialis är en kräftdjursart som beskrevs av Barnard 1958. Periclimenaeus uropodialis ingår i släktet Periclimenaeus och familjen Palaemonidae. Inga underarter finns listade i Catalogue of Life.